# Arthur Dalrymple Fanshawe
Arthur Dalrymple Fanshawe (Southsea, 2 aprile 1847 – Londra, 21 gennaio 1936) è stato un ammiraglio inglese.

## Biografia
Era il figlio dell'ammiraglio Edward Gennys Fanshawe, e di sua moglie, Jane Cardwell. Studiò a Blackheath.

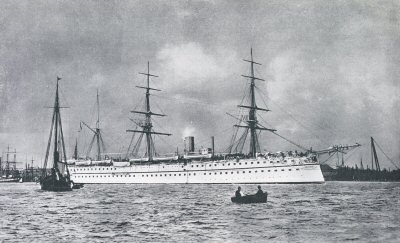
HMS Malabar.

## Carriera
Entrò nella Royal Navy come cadetto sulla HMS Britannia a Portsmouth nel settembre 1860. È stato promosso al sottotenente il 6 giugno 1867 e trasferito sulla fregata HMS Constance nel North America and West Indies Station. Promosso a tenente il 21 settembre 1868 si è trasferito sull'incrociatore corazzato HMS Ocean e poi divenne luogotenente di bandiera sulla nave corazzata HMS Royal Alfred nel settembre 1870. Promosso a comandante il 5 gennaio 1874, divenne delegato nella fregata HMS Undaunted, nel marzo 1875. Poi è diventato comandante della HMS Ganges nel luglio 1879.
Promosso a acapitano il 31 dicembre 1881, divenne ufficiale comandante della HMS Jumna, che era stato incaricato di traghettare le truppe tra il Regno Unito e l'India, e comandante della HMS Malabar, che aveva un ruolo simile, nel mese di agosto 1887. In seguito divenne comandante del incrociatore HMS Aurora nei primi mesi del 1890 e della corazzata HMS Alexandra, nel settembre 1892. È stato nominato aiutante di campo della regina il 1 gennaio 1895.
Promosso a contrammiraglio il 23 febbraio 1897, Fanshawe divenne comandante in seconda della HMS Magnificent, nel giugno 1899. Promosso a viceammiraglio il 25 gennaio 1902, è diventato comandante in capo dell'Australia Station, sull'incrociatore HMS Royal Alfred, nel novembre 1902. In questa veste è stato coinvolto nel concludere l'accordo navale tra il Regno Unito e l'Australia, portando la creazione della Royal Australian Navy.
Promosso ad ammiraglio il 22 luglio 1905, Fanshawe divenne presidente del Royal Naval College nell'ottobre 1906 e continuò a essere Comandante in capo, Portsmouth, nel marzo 1908. Fu promosso ad Ammiraglio della flotta il 30 aprile 1910.

## Matrimonio
Nel gennaio 1874 sposò Sarah Frances Fox ed ebbero quattro figli: Winifred, Renee, Richard e Guy Dalrymple Fanshawe.

## Morte
Si ritirò definitivamente nel 1917. Morì il 21 gennaio 1936 a Londra.